# Psihološka podpora zaposlenim
Psihološka podpora zaposlenim je program krepitve zdravja in ukrep za obvladovanje psihosocialnih tveganj na delovnem mestu, ki organizacijam in podjetjem omogoča, da so storilnost, motivacija, zadovoljstvo ter počutje njihovih zaposlenih visoki. Delodajalec se z uvedbo programa ravna v skladu s členi, ki se nanašajo na varovanje in promocijo zdravja na delovnem mestu. 
Program psihološke podpore zaposlenim je program krepitve zdravja in predstavlja učinkovit ukrep za obvladovanje psihosocialnih tveganj na delovnem mestu. Težave in stiske lahko močno vplivajo na uspešnost pri delu . Te težave se zelo pogosto kažejo v obliki stresnega odziva, utrujenosti, slabih medosebnih odnosov med zaposlenimi, raznih nesreč pri delu ter vplivajo na pojav absentizma, prezentizma in fluktuacije.  Z izvajanjem programa psihološke podpore zaposlenim se lahko v podjetju ali organizaciji le–ti zmanjšajo, prav tako se zmanjšajo z njimi povezani stroški. Program pozitivno vpliva tudi na zmožnosti obvladovanja stresa na delovnem mestu, izboljšuje dobro počutje in zdravje, povečuje zadovoljstvo, motiviranost, storilnost in pripadnost zaposlenih, kar vpliva na večjo konkurenčnost podjetja ali organizacije  . Z uvedbo programa psihološke podpore zaposlenih se delodajalec ravna v skladu s členi, ki se nanašajo na varovanje in promocijo zdravja na delovnem mestu. Svetovalna pomoč zaposlenim zajema širok spekter različnih težav, opravljena mora biti strokovno in zaupno .
Osnovna naloga PPZ je stalna brezplačna svetovalna pomoč zaposlenim pri širokem spektru različnih težav, ki je opravljena strokovno, zaupno, osnovano na težavah povezanih z delom in težavah izven delovnega mesta (zasebno življenje) in je financirana s strani delodajalca . Deležni so je lahko tako zaposleni kot njihovi ožji družinski člani. Omogočen jim je dostop do zaupnega telefonskega ali osebnega svetovanja. Opravljajo jo izkušeni in strokovno usposobljeni svetovalci.

## Potek obravnave PPZ
Zaposleni najprej kontaktira svetovalca PPZ. Razlogi so različni; lahko ga na primer kontaktira na osnovi nasveta sodelavca, lahko pride do napotitve s strani organizacijskega specialista, s strani managerja, sindikata ali profesionalnega združenja. Sledi individualno svetovanje, kjer se zaposleni in svetovalec pogovorita in identificirata vir težav. Če ima svetovalec ustrezna znanja in kompetence za pomoč na tem področju težav, lahko z zaposlenim nadaljujeta z obravnavo, v primeru, da so za rešitev težav zaposlenega potrebna specifična strokovna znanja ali specializiran svetovalec, ga svetovalec PPZ napoti k primernemu strokovnjaku. Tudi v tem primeru še vedno ohrani interes za zaposlenega in spremlja njegov napredek.  

## Glavni cilji PPZ
- Dvig delovne uspešnosti
- Zmanjšati stroške absentizma in prezentizma ter povečati produktivnost zaposlenih.
- Zmanjšati fluktuacijo zaposlenih, prihranki pri stroških usposabljanja
- Povečati zadovoljstvo in izboljšati dobro počutje zaposlenih.
- Spodbuditi zaposlene, da čim prej poiščejo pomoč, ko naletijo na težavo.
- Zmanjšati vpliv, ki ga imajo težave v zasebnem življenju na delo.
- Zmanjšati vpliv, ki ga imajo težave pri delu na zasebno življenje.
- Dvig morale zaposlenih
- Bolj precizno, humano in konstruktivno reševanje disciplinskih težav, tudi odpusta
- Izboljšati finančni nadzor nad stroški dela, zdravstvenega zavarovanja [1]

## Namen psihološke podpore na delovnem mestu
Glavni namen je lajšanje občutkov ob travmatskih dogodkih, ki jih lahko zaposleni doživi na različnih delovnih mestih, sicer pa se ukvarja s širokim spektrom problemov, kot so npr. zloraba alkohola, izguba, karierni razvoj, kronična bolezen, ločitev, odpust, finančni nasveti, dolgovi, premestitev, poklicno vodenje, upokojitev, samomor, verbalna zloraba, psihično zdravje, spolno nadlegovanje, zlorabe, stres na delovnem mestu in izven njega, nasilje, uvajanje, napredovanje, zloraba substanc,.. Vsebuje številne preventivne in kurativne strategije, katerih funkcija je rehabilitirati zaposlenega, ki ima določene težave. Namen te pomoči je obnovitev sprejemljivega nivoja delovne uspešnosti posameznika, ki kaže določeno disfunkcijo, ampak ima sicer za organizacijo pomembno vlogo oziroma vrednost.

## Osnovne storitve PPZ
Svetovanje (telefonsko, osebno), izobraževanja za vodstveni kader, promocija in preventiva, spremljanje in evalvacija so osnovne storitve PPZ-ja. Možne pa so tudi dodatne storitve, kot so izobraževanja in delavnice, raziskava, krizno svetovanje, mediacija . Program psihološke podpore zaposlenim nima nekega določenega ožjega okvira, ampak se programe prilagaja potrebam organizacij in podjetij. Programi se dopolnjujejo tudi z drugimi aktivnostmi, ki se že izvajajo v podjetju. Se precej razlikujejo glede na organizacije, kjer jih izvajajo . Nekateri imajo širok obseg in pokrivajo tudi družine zaposlenih in drugih težav, ki niso povezane s službo.

## Izvajanje in izvajalci
Svetovalec nudi zaposlenim v določeni delovni organizaciji oziroma podjetju kratkotrajno svetovanje, v okviru katerega oceni težavo zaposlenega, mu svetuje in pomaga izdelati načrt za reševanje težave  . V primerih, kjer je to potrebno, posameznika napoti k ustreznemu strokovnjaku. Svetovalec PPZ mora imeti ustrezno izobrazbo s področja človeških virov, kot je npr. diploma iz psihologije ali socialnega dela, certifikat s področja PPZ, izkušnje z nudenjem kratkotrajnega svetovanja, kriznega svetovanja, znanje z različnih področij odvisnosti, stresa,… Znanje mora seveda nenehno izpopolnjevati, pri svojem delu pa se mora držati načel etičnega kodeksa za svetovalce PPZ, ki ga je izdala EAPA (Employee Assistance Professionals Association). EAPA je mednarodna zveza strokovnjakov s področja podpore zaposlenim, je tudi glavni vir informacij in podpore za strokovno delo na tem področju. Organizira letne EAP konference, nudi izobraževanje in druge vire .
Koristno je, da se vodstvo pred vpeljavo PPZ posvetuje tudi s svojimi zaposlenimi ter svetovalci za programe PPZ. Uvedbo je potrebno skrbno načrtovati, prav tako njeno predstavitev zaposlenim. Pogosto je priporočljiva predhodna raziskava, s pomočjo katere se ugotovi obstoječe politike podjetja, postopke in ukrepe s področja varnosti in zdravja pri delu v organizaciji, potrebe in počutje zaposlenih na delavnem mestu. Na podlagi rezultatov te predhodne raziskave strokovnjaki načrtujejo okviren program in ga predstavijo podjetju, skupaj se nato odločijo, kaj od tega bodo izvajali in ali res ustreza potrebam podjetja.
Za optimalne rezultate programa je pomembno sodelovanje vodstvenih kadrov, saj morajo tudi oni znati prepoznati znake podrejenih, ki kažejo na potrebo po pomoči (npr. znaki stresa, utrujenost, neuspešno opravljanje delavnih nalog,...). Storitve s strani ponudnika PPZ morajo biti učinkovite, kvalitetne, v skladu z vsemi določili in etične. V Sloveniji PPZ na primer izvaja Inštitut za razvoj in inovacije Ljubljana (IRI).

### Ugotovitve raziskav
Študije so pokazale pozitivne učinke programov psihološke podpore zaposlenim na delovno uspešnost, kvaliteto dela, prezentizem, raven energije pri delu, koncentracijo in absentizem  Na posameznikovo delovno uspešnost močno vpliva tudi subjektivna percepcija dela, delovnega mesta zaposlenih, njihova zaznana kontrola nad delom in soočanje z zahtevami  in stres, ki jim ga to povzroča. Raziskave so pokazale, da se z uvedbo PPZ v organizacijo zaposleni bolje znajdejo in se spoprijemajo s stresnimi situacijami . Psihološka podpora ima pozitiven vpliv na kontrolo nad delom, kažejo pa se tudi pozitivni učinki na zdravje krvožilnega sistema. Zdravje, varnost in dobro počutje zaposlenih vplivajo na večjo uspešnost podjetja ali organizacije preko zmanjšanega absentizma in zmanjšanih stroškov za bolniške odsotnosti. Programi psihološke podpore prav tako vplivajo na večje zadovoljstvo zaposlenih in manjšo fluktuacijo. Raziskave (Eurofound, 2011) so tudi pokazale, da se v nekaterih organizacijah zaradi izboljšanja zdravja, varnosti in dobrega počutja zaposlenih produktivnost zvišala za 20 %.
Zaposleni, katerih organizacije imajo urejeno psihološko podporo na delovnem mestu so bolj predani svoji službi, so nanjo bolj navezani, z njo bolj zadovoljni, bolj so vključeni v delo, bolj pozitivno razpoloženi in njihova delovna učinkovitost je večja . Veliko vlogo ima PPZ tudi pri vzdrževanju visoke učinkovitosti, kvalitete in konkurenčnosti organizacije. Ponujajo stroškovno učinkovit način obvladovanja stresa tako pri poklicnem življenju kot stresa, ki ni povezan s službo, ampak ga zaposleni kljub temu vnašajo v službeni kontekst .